# Jan Dumek
Jan Dumek (* 13. April 1986 in Turnov) ist ein tschechischer Beachvolleyballspieler.

## Karriere
Dumek begann seine Karriere 1996 in Mnichovo Hradiště als Hallen-Volleyballer. Von 2000 bis 2005 spielte er in den Nachwuchsmannschaften von Liberec und gewann dabei dreimal die nationale Meisterschaft. Parallel dazu spielte er ab 2003 seine ersten Beachvolleyball-Turniere mit Ondrej Vlcek und wurde 2005 tschechischer Vizemeister. Ein Jahr später nahm er mit Viktor Pak an der U21-Weltmeisterschaft in Mysłowice teil.
2007 und Anfang 2008 spielte Dumek seine ersten Turniere der internationalen Open-Serie mit David Kufa. Ab dem Grand Slam in Stavanger bildete er ein neues Duo mit Přemysl Kubala. Ende des Jahres kam er bei den Mallorca Open schließlich mit seinem heutigen Partner Martin Tichý zusammen und erreichte in Manama als Neunter erstmals die Top Ten eines Open-Turniers. 2009 standen Dumek/Tichý im Endspiel um die tschechische Meisterschaft. Ein Jahr später qualifizierten sie sich zum ersten Mal für eine Europameisterschaft; beim Turnier in Berlin verpassten sie in einer Vorrunden-Gruppe mit drei punktgleichen Teams knapp das Weiterkommen. Im folgenden Jahr gewannen sie den nationalen Titel. Außerdem nahmen sie an der Universiade in Shenzhen teil und belegten den 13. Platz. Bei der EM 2012 in Scheveningen gelangten sie als Gruppendritter in die erste Hauptrunde, in der sie knapp den erfahrenen Niederländern Nummerdor/Schuil unterlagen.